# 双色鹃鵙
双色鹃鵙（学名：Coracina bicolor）是山椒鸟科鸦鹃鵙属的一种。为印度尼西亚的特有种。其自然栖息地为亚热带或热带的湿润低地森林以及亚热带或热带的红树林。该物种因栖息地减少而受到威胁。
种名 bicolor 意为“二色的”。